# ГЕС Пак-Ма
ГЕС Пак-Ма — гідроелектростанція, що споруджується у північній частині В'єтнаму. Знаходячись між ГЕС Tukahe (вище по течії на території Китаю) та ГЕС Лайтяу, входить до складу каскаду на річці Да, правій притоці Хонгхи (біля Хайфона впадає у Тонкінську затоку Південно-Китайського моря).
У межах проекту річку перекриють греблею, що утримуватиме водосховище з припустимим коливанням рівня поверхні у операційному режимі між позначками 312 та 315 метрів НРМ. Враховуючи, що в нижньому б'єфі (сховище станції Lai Chau) поверхня лежить у діапазоні від 299 до 303 метрів НРМ, доступний для станції напір становитиме від 9 до 16 метрів.
Біля лівого берега облаштують пригреблевий машинний зал з чотирма бульбовими турбінами потужністю по 35 МВт, які повинні забезпечувати виробництво 572 млн кВт-год електроенергії на рік.
Завершення проекту, який здійснюється групою Hung Hai, заплановане на 2020 рік.